# Molly Sterling
Molly Sterling (Puckane, 8 marzo 1998) è una cantautrice irlandese.
Ha rappresentato l'Irlanda nell'Eurovision Song Contest 2015 con la canzone Playing with Numbers, venendo eliminata in semifinale.

## Discografia

### EP
- 2014: Strands of Heart

### Singoli
- 2015: Playing with Numbers